# Sicista napaea
Sicista napaea är en däggdjursart som beskrevs av Hollister 1912. Sicista napaea ingår i släktet buskmöss, och familjen hoppmöss. IUCN kategoriserar arten globalt som livskraftig. Inga underarter finns listade i Catalogue of Life.
Sicista napaea når en kroppslängd (huvud och bål) av 65 till 79 mm, en svanslängd av 82 till 103 mm och en vikt av 9 till 19 g. Den har 16 till 20 mm långa bakfötter och 9 till 16 mm stora öron. I den gråbrun pälsen på ovansidan kan rödbrun eller gula nyanser förekomma. Några exemplar är intensivare färgad än andra buskmöss. Även på den gråvita undersidan kan inslag av gult eller rött förekomma. Håren som bildar pälsen på ryggen har svarta spetsar vad som ger ett mörkare utseende jämförd med kinderna. Hos de flesta men inte hos alla individer är svansen på ovansidan brun och på undersidan vitaktig.
Arten förekommer med flera från varandra skilda populationer i södra Ryssland och östra Kazakstan. Den lever i regioner som ligger 400 till 2200 meter över havet. Habitatet utgörs av öppna skogar, ängar och områden med glest fördelade buskar.
Denna buskmus är aktiv mellan skymningen och gryningen. Den håller vinterdvala under den kalla årstiden och äter främst bär, frön och ryggradslösa djur. Honor har en kull per år med 4 till 5 ungar. Vinterdvalan kan sträcka sig från september till början av maj. Även under sommaren kan Sicista napaea inta ett stelt tillstånd (torpor) när temperaturen är låg. Vuxna exemplar lever troligtvis ensam när honan inte är brunstig.